# Semivermilia cribrata
Semivermilia cribrata är en ringmaskart som först beskrevs av O.G. Costa 1861.  Semivermilia cribrata ingår i släktet Semivermilia och familjen Serpulidae. Inga underarter finns listade i Catalogue of Life.